# 1997년 동계 스페셜 올림픽
제6회 동계 스페셜 올림픽 세계 대회는 1997년 2월 1일부터 2월 8일까지 캐나다 토론토, 콜링우드에서 열린 스페셜 올림픽이다.